# Молле, Роберт
Роберт Молле (англ. Robert «Bob» Molle; род. 23 сентября 1962, Саскатун, Саскачеван) — канадский борец вольного стиля и футболист, призёр Панамериканских игр в соревнованиях по борьбе, серебряный призёр летних Олимпийских игр 1984 года в Лос-Анджелесе по борьбе.

## Биография
Ещё в школе увлекался спортом: стал чемпионом Саскатуна и Саскачевана по вольной борьбе, чемпионом Саскачевана по канадскому футболу, играл за юниорскую команду «Саскатун Хиллтопс». После окончания школы в своём родном городе Саскатуне поступил в Университет Саймона Фрейзера. В университете он продолжал заниматься вольной борьбой и американским футболом (на позиции дефенсив энда и оффенсив лайнмена) и быстро добился больших успехов в обоих видах спорта. Четырежды становился чемпионом Национальной ассоциации межуниверситетского спорта (1983—1986), одержав 134 победы и потерпев всего 5 поражений. Четырежды становился чемпионом Канады (1983, 1984, 1985, 1987).
В соревнованиях по борьбе выступал в супертяжёлой весовой категории (свыше 100 кг). Бронзовый призёр Панамериканских игр 1983 года в Каракасе (Венесуэла) и Кубка мира 1984 года в Толидо (США). На летних Олимпийских играх 1984 года в Лос-Анджелесе Молле победил сенегальца Мамаду Сахо, японца Коити Исимори, египтянина Хассана Эль-Хадада и стал победителем своей подгруппы. В финале канадец проиграл американцу Брюсу Баумгартнеру и завоевал серебро Олимпиады.
После Олимпиады начал выступать за клуб Канадской футбольной лиги «Виннипег Блу Бомберс», выбравший его в первом раунде драфта 1985 года, на позиции оффенсив гарда. В 1988 и 1990 годах завоёвывал Кубок Грея. В 1990 году Молле стал капитаном команды «Виннипег Блу Бомберс».
В 1988 году стал работать тренером и дважды (в 1990 и 1992 годах) признавался тренером года по версии Канадского межуниверситетского атлетического союза. Также занимался триатлоном и принимал участие в канадских соревнованиях Ironman.
Введён в Зал спортивной славы Университета Саймона Фрейзера (1990), Зал славы Национальной ассоциации межуниверситетского спорта (1991), Зал славы Канадской ассоциации любительской борьбы (1992), Зал спортивной славы Саскатуна (1993), Зал спортивной славы Саскачевана (1995), Зала спортивной славы Британской Колумбии (1999), Зал славы «Виннипег Блу Бомберс» (сентябрь 2006).